# Triton (mytologie)
Triton nebo Tritón (řecky Τρίτων, Tritón; latinsky Triton) je řecký mytologický bůh, posel moře. Je synem boha moře Poseidona a jeho manželky Amfitríty. Byl obrovské postavy a podle nejstarších představ měl lidskou podobu; podle pozdějších byl napůl člověk a napůl ryba.

## Popis
Stejně jako jeho otec Poseidon je Triton zobrazován jako dospělý, v mužné síle. Má dlouhý plnovous, někdy nosí na hlavě věnec z vodních rostlin. Někdy nese trojzubec, ale menší než trojzubec Poseidonův. Jestliže je zobrazen s otcem, mívá trojzubec jen Poseidon (jako insignii vládce moří).
Tritonovým atributem bývá velká zavinutá a zakřivená lastura. Když na ni zatroubil prudce, rozbouřil moře, když zatroubil tlumeně, utišil i nejprudší mořskou bouři.
Podle Hésioda přebýval Triton se svými rodiči ve zlatém paláci v mořských hlubinách. 
Později se píše o tritónech v množném čísle jako o Poseidónových průvodcích a protějšcích nereidek (Néreoven či najád). Tritoni dovádějí ve vodě s najádami. Také na moři zpívají, aby přilákali námořníky.  

## Pojmenování
- Po Tritonovi je pojmenován největší měsíc planety Neptun. (Totožný s řeckým Poseidonem je římský bůh moře Neptun.[6])
- Jméno Triton nese několik lodí, například pobřežních hlídek Spojených států amerických nebo námořní společnosti v Dánsku.

## Galerie

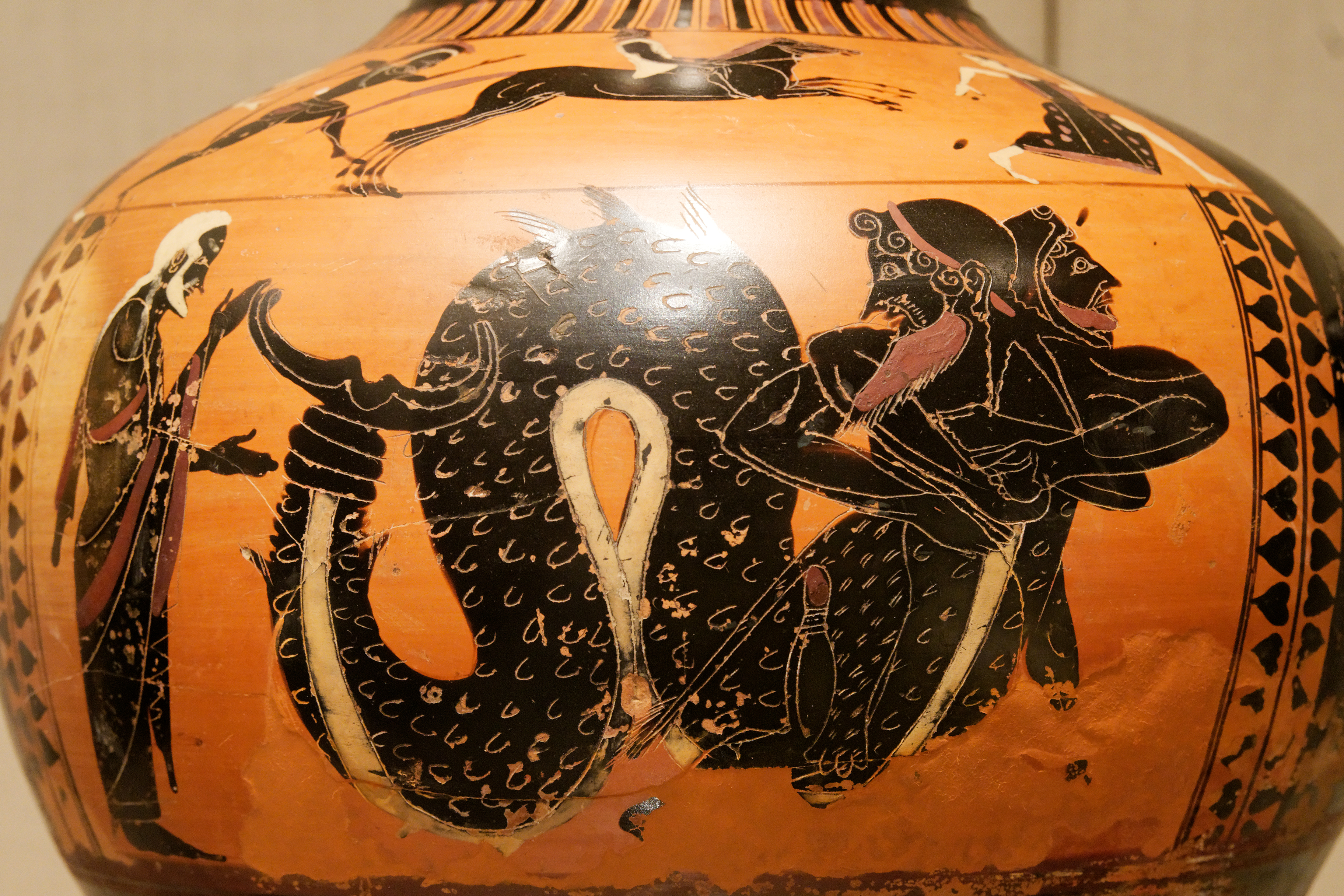
Héraklés bojuje s Tritonem; attická černofigurová hydria, 560 až 550 př. n. l.
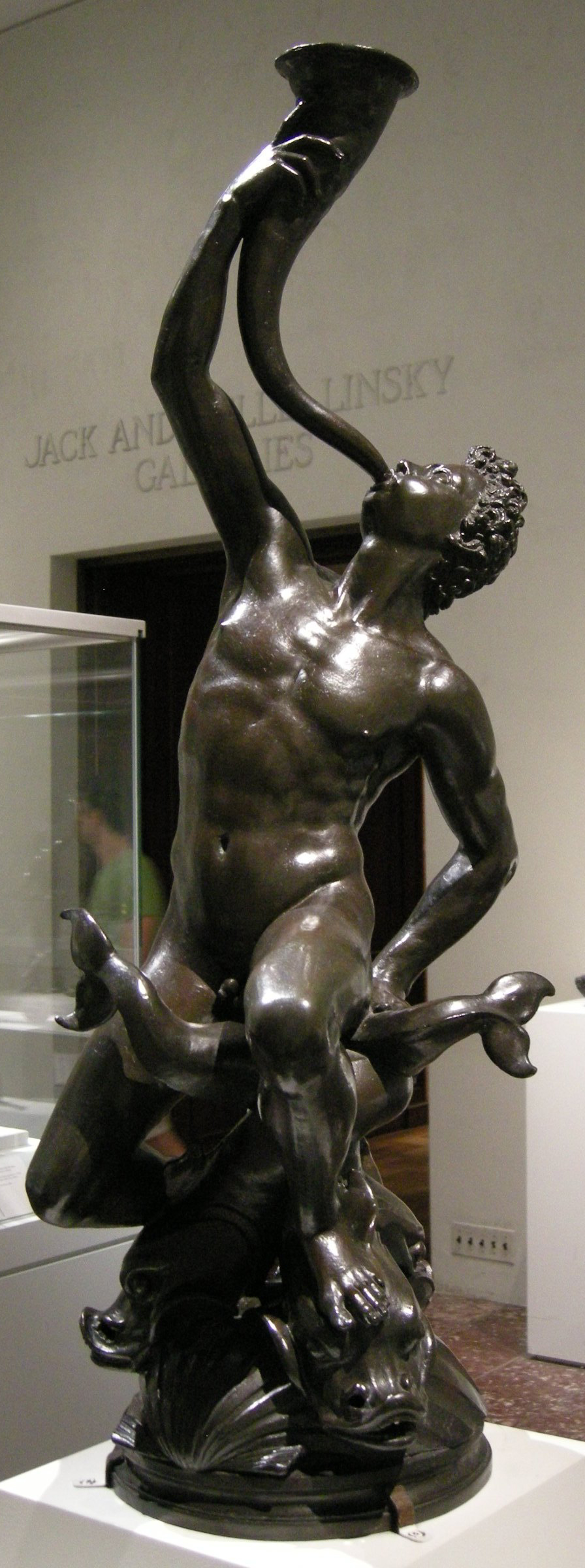
Giambologna: Triton (asi 1560–1570)
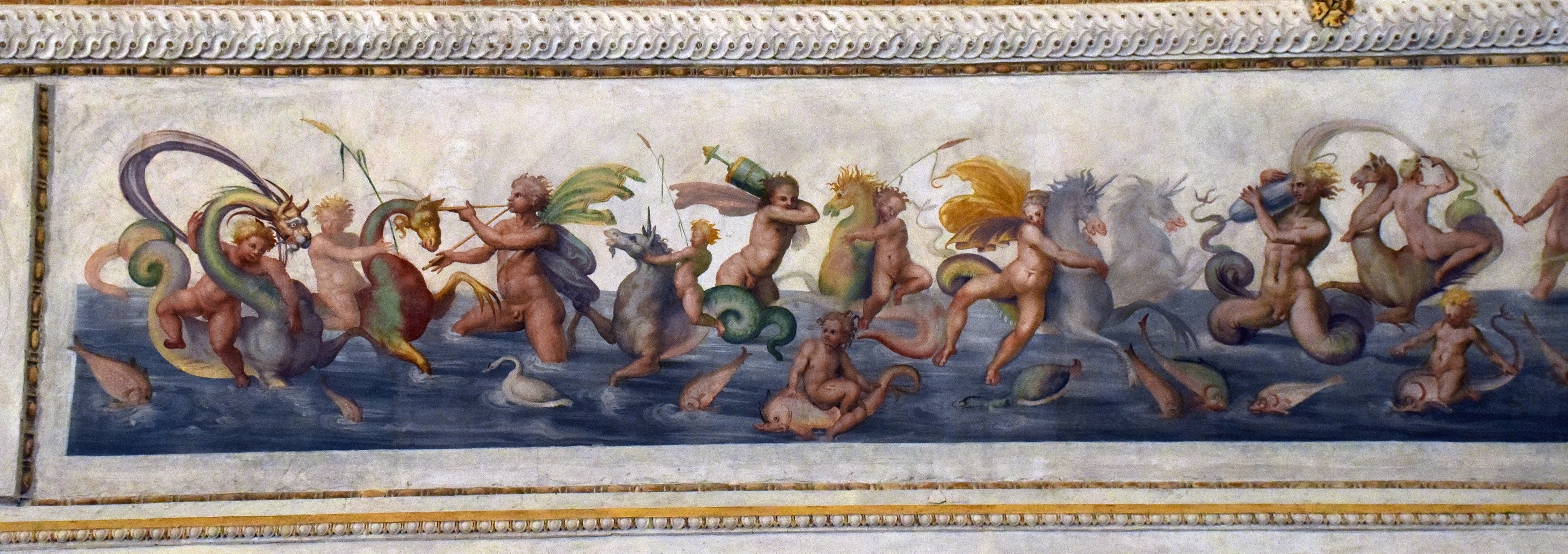
Rej tritonů a najád; freska v knihovně Andělského hradu, Řím
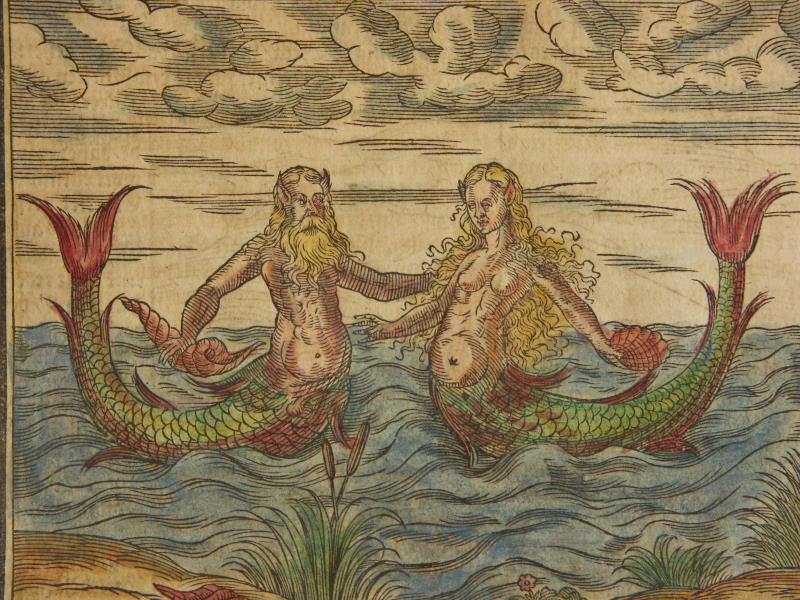
Triton a najáda; ručně kolorovaný dřevořez v Münsterově Cosmografii (vydání z r. 1600)
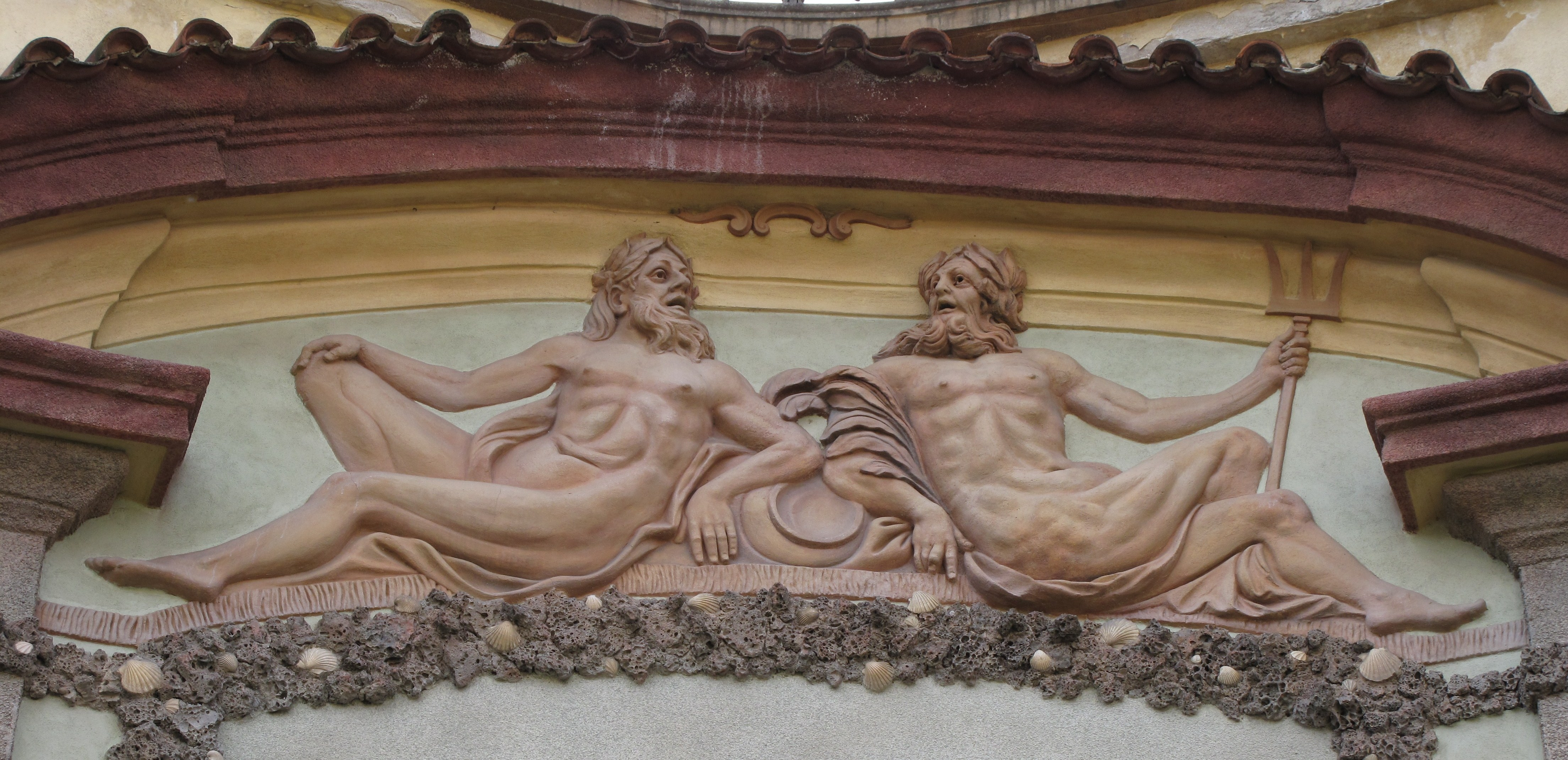
Triton a Neptun na teatronu ve Vrtbovské zahradě, Praha
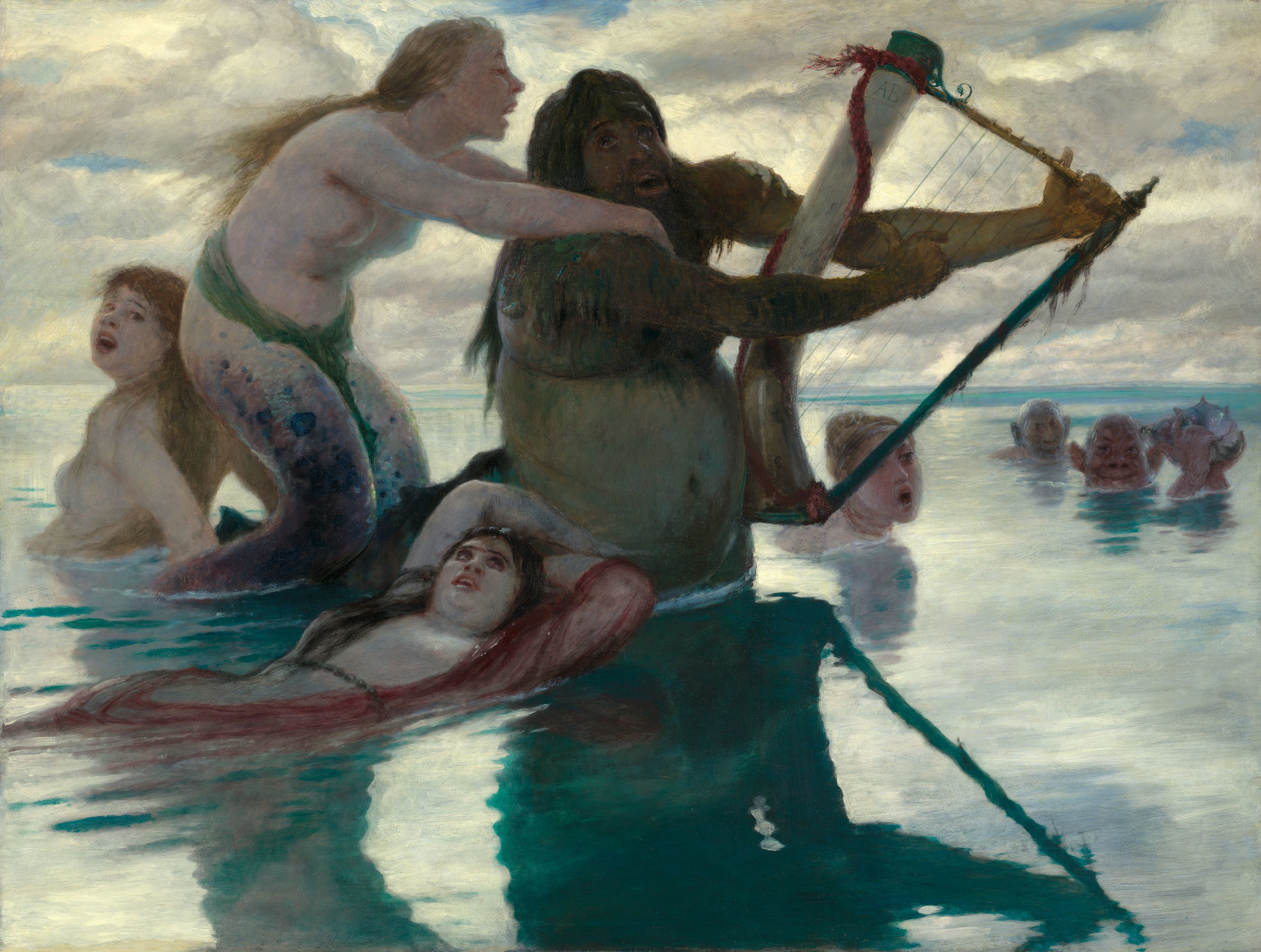
Arnold Böcklin: Zpěv tritonů a najád (1883)